# Chemin couvert

Le chemin couvert est noté C, derrière le glacis (B) (c'est alors, plus précisément, un avant-chemin couvert) ou derrière la fausse braie (E).

Un chemin couvert est, en architecture militaire, une avancée de corps de place aménagée sur la contrescarpe, qui est protégée des tirs directs ennemis.

## Chemin couvert
Un chemin couvert est une avancée de corps de place ménagée sur la contrescarpe à l'abri d'un parapet le séparant du glacis. Ce parapet est de hauteur suffisante pour permettre le positionnement ou la circulation des défenseurs à l'abri des coups et des vues de l'ennemi (à couvert). Il peut être coupé de distance en distance par des places d'armes servant au regroupement des fantassins. Cette disposition importante dans le tracé bastionné est toujours présente dans le tracé polygonal. Le chemin couvert possédait sa forme quasi définitive dès 1571.
On désigne aussi par chemin couvert, un chemin bordé d’un parapet de terre ou de pierre, côté extérieur à la place fortifiée, permettant aux défenseurs de circuler entre deux ouvrages proches à l'abri des tirs ennemis. Les chemins stratégiques sont également couverts.

## Avant-chemin couvert
L'avant chemin couvert est un ouvrage ménagé sur la contrescarpe derrière un relief de l'avant-glacis.

## Sortie de chemin couvert
Une sortie de chemin couvert est une rampe douce aménagée dans le parapet du chemin couvert pour permettre de se rendre à l'extérieur, sur le glacis.